# 4170 Semmelweis
4170 Semmelweis è un asteroide della fascia principale. Scoperto nel 1980, presenta un'orbita caratterizzata da un semiasse maggiore pari a 3,0225526 au e da un'eccentricità di 0,0847761, inclinata di 10,36707° rispetto all'eclittica.
L'asteroide è dedicato al medico ungherese Ignác Semmelweis.